# Maranza (singolo)
Maranza è un singolo del duo musicale italiano Il Pagante e del cantante italiano Fabio Rovazzi, pubblicato il 15 maggio 2024 come quarto estratto dal loro quarto album in studio FOMO.

## Descrizione
Il brano campiona la canzone Think About the Way di Alexia e Ice MC ed è stato pubblicato come singolo digitale il 15 maggio 2024 mentre in rotazione radiofonica in Italia a partire dal successivo 17 maggio. Il testo ironizza sui cosiddetti "maranza": giovani maschi delle periferie urbane che ostentano atteggiamenti di strada e indossano abiti appariscenti.

## Promozione
Per promuovere il brano, Rovazzi, in una diretta svoltasi alcuni giorni prima dell'uscita del singolo, inscena una rapina da parte di un ragazzo che ruba lo smartphone del cantante.
Il cantante ha poi chiarito nei giorni seguenti che si trattava di una burla legata alla promozione del singolo.

## Video musicale
Il video musicale del brano, diretto da Andrea Gallo, è stato pubblicato il 27 giugno 2024 sul canale YouTube de Il Pagante. Il video vede la partecipazione di Roberto Parodi e Sabrina Salerno.

## Date di pubblicazione
| Data           | Formato                      |
| -------------- | ---------------------------- |
| 15 maggio 2024 | Download digitale, streaming |
| 17 maggio 2024 | Airplay                      |

## Tracce
Testi di Alessandro La Cava, Edoardo Cremona, Fabio Rovazzi, Robyx, Stefano Tognini, musiche di Stefano Tognini, Alessandro La Cava, Ian Colin Campbell.
1. Maranza – 3:01

## Classifiche
| Classifica (2024) | Posizione massima |
| ----------------- | ----------------- |
| Italia            | 66                |